# Wii Music

Logo

Wii Music is een videospel voor de Wii. In het spel hebben spelers de mogelijkheid zelf muziek te maken waarbij de Wii-afstandsbediening, Nunchuk en Wii Balance Board de rol van verschillende muziekinstrumenten vervullen. Ook bevat het spel ruim 50 bekende muzieknummers die nagespeeld kunnen worden. Het spel is als singleplayer en als multiplayer beschikbaar. Gespeelde sessies kunnen opgeslagen en later teruggekeken worden.

## Liedjes
Er zijn in totaal 52 liedjes te spelen in Wii Music. Deze zijn te verdelen in groepen.

### Classical (Klassiek)
| Titel                                                           | Componist    |
| --------------------------------------------------------------- | ------------ |
| "Bruidskoor" uit Lohengrin (aangeduid als "Bridal Chorus")      | Wagner       |
| "Carmen"                                                        | Bizet        |
| "Eine kleine Nachtmusik"                                        | Mozart       |
| "From the New World"                                            | Dvořák       |
| "Menuet in G groot" (aangeduid als "Minuet in G Major")         | Bach/Petzold |
| "Ode to Joy"                                                    | Beethoven    |
| "Zwanenmeer"                                                    | Tsjaikovski  |
| "An der schönen blauen Donau" (aangeduid als "The Blue Danube") | Strauss II   |
| "De vier jaargetijden - Voorjaar"                               | Vivaldi      |

### Traditional (Traditioneel)
| Titel                         | Componist/Afkomst     |
| ----------------------------- | --------------------- |
| "American Patrol"             | F. W. Meacham         |
| "Buzz, Buzz, Buzz"            | Duits lied            |
| "Frère Jacques"               | Frans lied            |
| "Do-Re-Mi"                    | Oscar Hammerstein II  |
| "From Santurtzi to Bilbao"    | Spaans lied           |
| "Happy Birthday to You"       | Mildred en Patty Hill |
| "La Bamba"                    | Mexicaans lied        |
| "La Cucaracha"                | Mexicaans lied        |
| "Little Hans"                 | Duits lied            |
| "Long, Long Ago"              | Thomas Haynes Bayly   |
| "My Grandfather's Clock"      | Henry Clay Work       |
| "O Christmas Tree"            | Duits lied            |
| "Oh My Darling, Clementine"   | Percy Montrose        |
| "Over the Waves"              | Juventino Rosas       |
| "Sakura Sakura"               | Japans lied           |
| "Scarborough Fair"            | Engels lied           |
| "Sur le pont d'Avignon"       | Frans lied            |
| "The Entertainer"             | Scott Joplin          |
| "The Flea Waltz"              | Onbekend              |
| "Troika"                      | Russisch lied         |
| "Turkey in the Straw"         | Amerikaans lied       |
| "Twinkle Twinkle Little Star" | Frans lied            |
| "Yankee Doodle"               | Amerikaans lied       |

### Popular (Populair)
| Titel                         | Geschreven door                                                                   | Originele artiest  |
| ----------------------------- | --------------------------------------------------------------------------------- | ------------------ |
| "Chariots of Fire"            | Vangelis                                                                          | Vangelis           |
| "Daydream Believer"           | John Stewart                                                                      | The Monkees        |
| "Every Breath You Take"       | Sting                                                                             | The Police         |
| "I'll Be There"               | Hal Davis, Berry Gordy jr., Willie Hutch en Bob West                              | The Jackson 5      |
| "I've Never Been to Me"       | Ronald Miller en Kenneth Hirsch                                                   | Charlene           |
| "Jingle Bell Rock"            | Joe Beal and Jim Boothe                                                           | Bobby Helms        |
| "Material Girl"               | Peter Brown and Robert Rans                                                       | Madonna            |
| "Please Mr. Postman"          | Brian Holland, Georgia Dobbins, William Garrett, Robert Bateman en Freddie Gorman | The Marvelettes    |
| "September"                   | Maurice White, Al McKay en Allee Willis                                           | Earth, Wind & Fire |
| "Sukiyakii"                   | Rokusuke Ei en Hachidai Nakamura                                                  | Kyu Sakamoto       |
| "The Loco-Motion"             | Carole King en Gerry Goffin                                                       | Little Eva         |
| "Wake Me Up Before You Go-Go" | George Michael                                                                    | Wham!              |
| "Woman"                       | John Lennon                                                                       | John Lennon        |